# Anish Giri

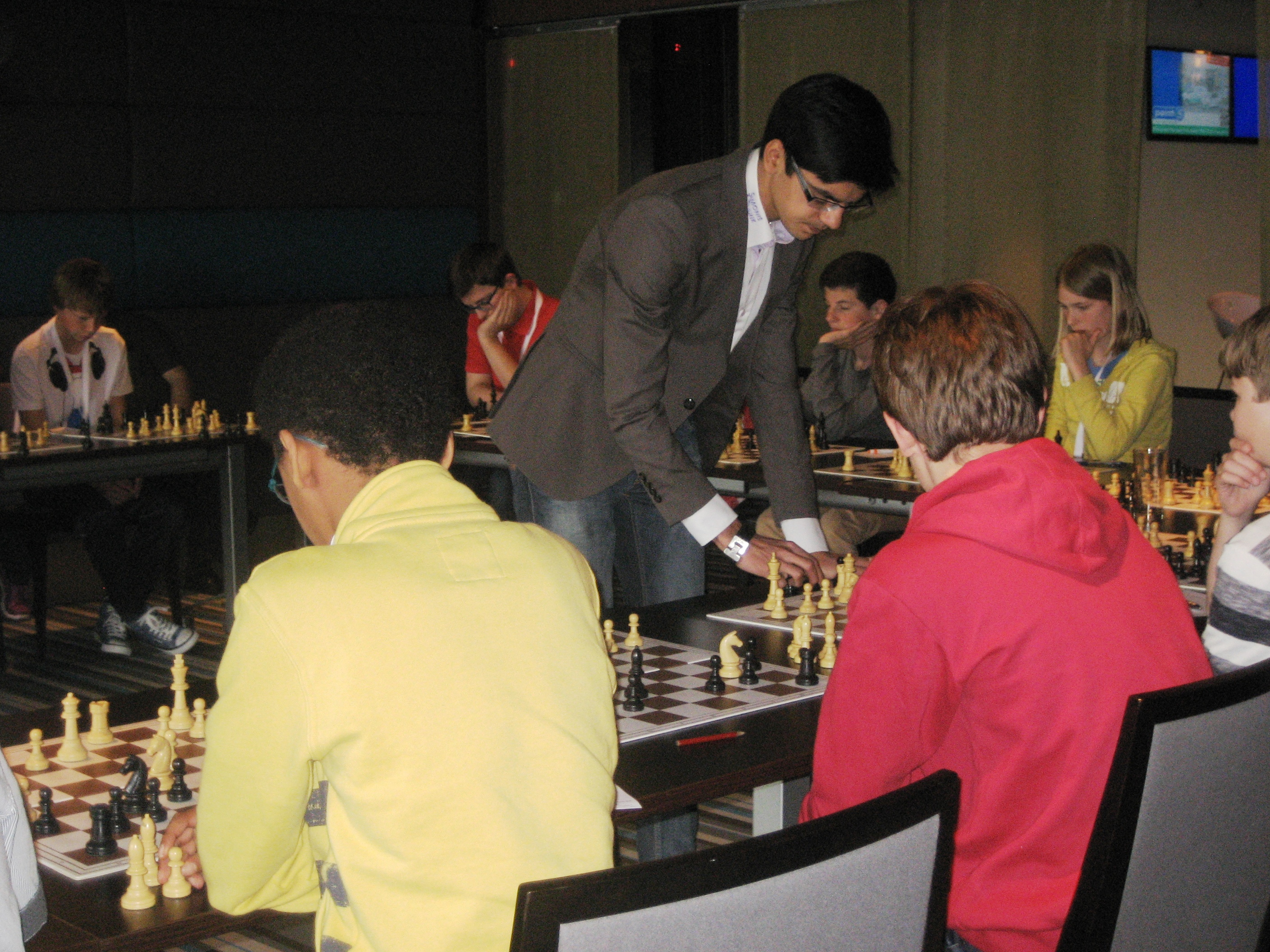
Giri geeft een schaaksimultaan
(NK Jeugd Rotterdam, 2014)

Anish Koemar Giri (Russisch: Аниш Кумар Гири) (Sint-Petersburg, 28 juni 1994) is een in Rusland geboren, maar sinds 2008 in Nederland wonende en voor Nederland uitkomende schaakgrootmeester met de Nederlandse nationaliteit.
Giri stond bekend als een wonderkind. Op 17-jarige leeftijd had hij een FIDE-rating van 2701 (juli 2011). Hiermee stond hij 41e in de top 100 van de wereldschaakbond en 1e op de wereldranglijst voor spelers tot 18 jaar (U-18 rank). Hij heeft veel bereikt zonder trainer, maar werd in Nederland getraind door Vladimir Chuchelov en Vladimir Toekmakov.

## Biografie
Giri heeft een Nepalese vader (Sanjay Giri) een Russische moeder (Olga Giri) en twee zussen. Hij is geboren in Sint-Petersburg, maar verhuisde in 2002 met zijn ouders naar Japan. Sinds februari 2008 leven Giri en zijn familie in Nederland. Sinds 2013 heeft hij de Nederlandse nationaliteit.
Giri deed in 2013 zijn vwo-eindexamen aan het Grotius College in Delft. Als hij wedstrijden moest spelen, hoefde hij geen lessen te volgen.
Op 18 juli 2015 trouwde Giri met de Georgische schaakster Sopiko Guramishvili. Op 3 oktober 2016 werd hun eerste zoon geboren, in juni 2021 hun tweede zoon.

## Schaakcarrière
In Rusland werd Giri kampioen in de categorie spelers tot twaalf jaar. Hij scoorde ook een aantal uitslagen die aan de meesternorm voldeden, maar omdat die niet werden aangegeven werd hij niet tot meester benoemd. Giri won in 2008 het HSG Open en haalde toen en passant zijn eerste grootmeesternorm. Later dat jaar scoorde hij zijn tweede grootmeesternorm op een toernooi in Groningen en in 2009 behaalde hij uiteindelijk de grootmeestertitel op het Corus-toernooi 2009. Daarmee werd hij de jongste grootmeester van dat moment.
- In september 2009 werd hij de jongste Nederlands kampioen uit de geschiedenis.
- In januari 2010 won hij de B-groep van het Corus-toernooi.
- In mei 2010 won hij het Sigeman-toernooi in Malmö.
- Tijdens het Tata Steel-toernooi 2011 versloeg hij Magnus Carlsen, de aanvoerder van de FIDE-ranglijst, met zwart in 22 zetten.
- In 2011 en 2012 werd hij Nederlands kampioen.
- In januari 2012 won hij het sterk bezette Reggio Emilia-toernooi.
- In december 2012 won hij met Ivan Sokolov, Sergej Tiviakov en Jan Smeets in Abu Dhabi het Wereldkampioenschap schaken voor stedenteams namens Hoogeveen (Drenthe); Bakoe (Azerbeidzjan) eindigde als tweede.
- In januari 2014 eindigde hij als tweede bij het Tata Steel-toernooi. Hij bleef als enige ongeslagen en haalde een TPR van 2809.
- In oktober 2014 stond hij met een zevende plaats voor het eerst in zijn carrière in de top tien van de FIDE-ranglijst.
- In december 2014 eindigde hij als tweede in de sterk bezette Qatar Masters Open.
- Eveneens in december 2014 behaalde hij een gedeelde tweede plaats in de London Chess Classic. Hij bleef, evenals Anand en Kramnik ongeslagen, maar Anand won een partij met zwart, dus hij won het toernooi.
- In januari 2015 eindigde hij als gedeeld tweede bij het Tata Steel-toernooi, met 8,5/13 en een TPR van 2853. Met deze prestatie kwam hij voor het eerst in de top vijf van de FIDE-ranglijst.
- In 2015 werd hij tweede in de Bilbao Masters omdat hij Ding Liren in een partij liet ontsnappen en daarmee de directe toernooiwinst verspeelde, en in de beslissende tiebreak werd hij verslagen door Wesley So.
- Bij het Tata Steel-toernooi in 2016 eindigde hij op een gedeelde vierde plaats.
- Bij het Tata Steel-toernooi in 2017 eindigde hij op een achtste plaats.
- In 2017 won hij het Reykjavik Open met een score van 8,5 punten uit 10 partijen.[5]
- In 2018 werd hij gedeeld eerste bij het Tata Steel-toernooi, maar verloor tegen de wereldkampioen Magnus Carlsen na beslissingspartijen.
- In 2019 won hij met 6,5 punten uit 10 het sterk bezette Shenzhen Masters.[6]
- In 2021 werd hij gedeeld eerste bij het Tata Steel-toernooi, maar verloor de tiebreak van Jorden van Foreest.
- In 2021 won hij het "Magnus Carlsen Invitational" rapidtoernooi.
- In 2023 won hij het Tata Steel-toernooi.[7] Ook werd hij Nederlands kampioen, inmiddels voor de 5e keer.
- In 2024 werd hij gedeeld eerste bij het Tata Steel-toernooi, maar verloor de tiebreak van Gukesh Dommaraju.

Giri kwam in de Meesterklasse 2011/12 uit voor HMC Calder. 
Eerder kwam hij ook uit voor de Delftsche Schaakclub en het Hilversums Schaakgenootschap. Hij speelt in de Schaakbundesliga in Duitsland voor SK Turm Emsdetten en in Frankrijk voor Mulhouse. Tegenwoordig komt hij in Frankrijk uit voor Bischwiller.
Giri werd in de winter van 2015 tweede in de Londen Chess Classic, nadat hij in de beslissingsmatches was verslagen door Vachier-Lagrave, die op zijn beurt van Carlsen verloor. Dit was het gevolg van een rare gril in het reglement.
In het kandidatentoernooi in Moskou in maart 2016 speelde Giri alle veertien partijen remise, een score nog niet eerder vertoond in een kandidatentoernooi. Hij was de enige deelnemer die geen enkele partij verloor.